# Other Worlds
Other Worlds, Universe Science Fiction y Science Stories fueron tres revistas estadounidenses relacionadas que tuvieron como editor a Raymond A. Palmer. Other Worlds fue lanzada en noviembre de 1949 por la editorial de Plamer, Clark Publications, y duró cuatro años en su primera etapa, con relatos que tuvieron buena acogida como «Enchanted Village» de A. E. van Vogt, o «Way in the Middle of the Air», uno de los relatos de las Crónicas marcianas de Ray Bradbury. Como Palmer fue tanto editor como el responsable de la editorial, marcó su propia política editorial y publicó una amplia gama de ciencia ficción.
Palmer se asoció con un empresario de Chicago en 1953 para crear Bell Publications, y lanzó Universe Science Fiction desde junio de 1953. Palmer utilizó la nueva compañía para abandonar Other Worlds y lanzar Science Stories para huir de las dificultades financieras de Clark Publications, por lo que Science Stories puede considerarse una continuación de Other Worlds. Science Stories era visualmente atractiva pero no publicó ninguna obra de ficción memorable. Por otro lado, Universe era de apariencia poco atractiva, pero en ella se publicaron algunas historias bien acogidas, como «The World Well Lost», de Theodore Sturgeon, que planteaba cuestiones sobre la homosexualidad, un tema controvertido para la época.
Su socio de Chicago perdió el interés, por lo que Palmer se hizo cargo de Science Stories y Universe Science Fiction bajo una nueva compañía. En 1955 se deshizo de ambas revistas y lanzó de nuevo Other Worlds, catalogando sus números de forma que la nueva revista apareciera como una continuación de la Other Worlds original y también de Universe. En esta nueva etapa la revista tuvo menos éxito, pero publicó la primera novela de Marion Zimmer Bradley, Falcons of Narabedla. En 1957 Palmer cambió el enfoque de la revista hacia el tema de los ovnis, cambiándole el nombre a Flying Saucers from Other Worlds, y después del número de septiembre de 1957 no apareció más ficción. Palmer finalmente estableció Flying Saucers, Mysteries of the Space Age como título, que se mantuvo hasta su desaparición en junio de 1976.

## Historia editorial
| Primera etapa de Other Worlds                                                                            | Primera etapa de Other Worlds | Primera etapa de Other Worlds | Primera etapa de Other Worlds | Primera etapa de Other Worlds | Primera etapa de Other Worlds | Primera etapa de Other Worlds | Primera etapa de Other Worlds | Primera etapa de Other Worlds | Primera etapa de Other Worlds | Primera etapa de Other Worlds | Primera etapa de Other Worlds | Primera etapa de Other Worlds |
| | Ene                           | Feb                           | Mar                           | Abr                           | May                           | Jun                           | Jul                           | Ago                           | Sep                           | Oct                           | Nov                           | Dic                           |
| --- | ----------------------------- | ----------------------------- | ----------------------------- | ----------------------------- | ----------------------------- | ----------------------------- | ----------------------------- | ----------------------------- | ----------------------------- | ----------------------------- | ----------------------------- | ----------------------------- |
| 1949 |                               |                               |                               |                               |                               |                               |                               |                               |                               |                               | 1/1                           |                               |
| 1950 | 1/2                           |                               | 1/3                           |                               | 1/4                           |                               | 2/1                           |                               | 2/2                           | 2/3                           | 2/4                           |                               |
| 1951 | 3/1                           |                               | 3/2                           |                               | 3/3                           | 3/4                           |                               |                               | 4/1                           | 3/6                           |                               | 3/7                           |
| 1952 | 3/5                           |                               | 4/2                           | 4/3                           |                               | 4/4                           | 4/5                           | 4/6                           |                               | 4/7                           | 4/8                           | 4/9                           |
| 1953 | 5/1                           | 5/2                           | 5/3                           | 5/4                           | 5/5                           | 5/6                           | 5/7                           |                               |                               |                               |                               |                               |
| Primera etapa de Other Worlds, con el formato volumen/número. Palmer fue el editor de todos los números. |                               |                               |                               |                               |                               |                               |                               |                               |                               |                               |                               |                               |

En 1945 Raymond A. Palmer, por entonces editor de Amazing Stories, publicó «I Remember Lemuria», de Richard Shaver, en el número de marzo de 1945 de la revista. Palmer presentó el relato, que hablaba sobre una raza de humanoides mutantes subterráneos con alta tecnología que se dedica a cometer atrocidades contra la humanidad, como una mezcla entre verdad y ficción, y tuvo tanto éxito entre los lectores que Palmer siguió comprando más relatos de Shaver y promovió lo que él llamó «Shaver Mystery», que supuso un enorme incremento de la tirada de la revista. Sin embargo Ziff-Davis, la editorial propietaria, se alarmó ante el ridículo que estas historias estaban planteando en la prensa, y ordenó a Palmer que limitara el uso de ese material. Palmer obedeció, pero se planteó abandonar la editorial. En 1947 formó su propia editorial, Clark Publishing Company, y lanzó Fate al año siguiente. En 1949 Palmer dejó a Ziff-Davis y lanzó Other Worlds Science Stories en formato digest; como editor aparecía Robert N. Webster, un seudónimo utilizado por Palmer para ocultar sus actividades, ya que todavía trabajaba en Ziff-Davis cuando apareció el primer número. Palmer había planeado distribuir copias gratuitas del primer número a los fanes en la Convención mundial de ciencia ficción de ese año en Cincinnati, pero los retrasos de impresión hicieron que la revista no apareciera hasta finales de año. En la convención Palmer anunció que Robert N. Webster era su seudónimo, y entregó a los organizadores las ilustraciones originales de la primera edición para su subasta. También conoció, e inmediatamente contrató, a Bea Mahaffey, un fan de Cleveland, como su editor jefe desde el cuarto número, con fecha de portada mayo de 1950.
Palmer tenía la intención de lanzar otra revista de ciencia ficción, Imagination, para otoño de 1950, pero en junio sufrió un grave accidente que le incapacitó temporalmente, por lo que Mahaffey se hizo cargo en su ausencia. Palmer ayudó con la edición de ambas revistas, incluso mientras estaba en el hospital, pero en septiembre decidió vender Imagination a William Hamling y continuar con Other Worlds. A pesar de su elevado precio (35 centavos), Other Worlds tuvo el suficiente éxito como para que Palmer aumentara la frecuencia de publicación de bimestral a cada seis semanas, pero tuvo que enfrentarse a la competencia de dos nuevas revistas lanzadas por entonces: The Magazine of Fantasy & Science Fiction, cuyo primer número había aparecido a finales de 1949, y Galaxy Science Fiction, que publicó su primer número en octubre de 1950. Ambas tuvieron mucho éxito, y además pagaban más a sus autores que Palmer, por lo que Other Worlds se resintió, aunque la revista se estaba haciendo lo suficientemente bien como para que Palmer pasara a una publicación mensual a finales de 1952. Se publicó regularmente hasta el número de julio de 1953, pero las finanzas de Palmer finalmente empeoraron hasta el punto de que no pudo pagar a la imprenta.
| Science Stories                                                                         | Science Stories | Science Stories | Science Stories | Science Stories | Science Stories | Science Stories | Science Stories | Science Stories | Science Stories | Science Stories | Science Stories | Science Stories |
|                                                                                         | Ene             | Feb             | Mar             | Abr             | May             | Jun             | Jul             | Ago             | Sep             | Oct             | Nov             | Dic             |
| --------------------------------------------------------------------------------------- | --------------- | --------------- | --------------- | --------------- | --------------- | --------------- | --------------- | --------------- | --------------- | --------------- | --------------- | --------------- |
| 1953                                                                                    |                 |                 |                 |                 |                 |                 |                 |                 |                 | 1               |                 | 2               |
| 1954                                                                                    |                 | 3               |                 | 4               |                 |                 |                 |                 |                 |                 |                 |                 |
| Los cuatro números publicados de Science Stories, todos editados por Palmer y Mahaffey. |                 |                 |                 |                 |                 |                 |                 |                 |                 |                 |                 |                 |

Un empresario de Chicago interesado en iniciar una revista de ciencia ficción se puso en contacto con Palmer, quien aprovechó la oportunidad para resolver sus problemas financieros formando una nueva compañía, Bell Publications, asociándose con el empresario (cuyo nombre nunca fue revelado), e iniciando la publicación de dos revistas: Universe Science Fiction y Science Stories. El primer número de Universe apareció en junio de 1953, mientras Other Worlds todavía se publicaba, y fue financiado por el socio de Palmer, con la intención de que saliera cada dos meses, aunque de hecho los primeros cuatro números se publicaron trimestralmente. Fue editada por Palmer y Mahaffey, quienes usaron el seudónimo colectivo «George Bell» en los dos primeros números. Science Stories le siguió en octubre, también editada por Palmer y Mahaffey como «George Bell» y publicado por Bell Publications; en realidad era la misma revista, Other Worlds Science Stories, pero sin Other Worlds en el título. En el segundo número de Science Stories Palmer explicó la razón de la nueva revista: «Por distintos motivos —y seamos sinceros, la mayoría de ellos financieros— tuvimos que tomar la decisión urgente de interrumpir Other Worlds y reemplazarlo con la revista que está leyendo ahora. Telefoneamos al cajista, interrumpimos OW en agosto, y cogimos el editorial y los relatos que necesitábamos de OW para el n.º 1 de Science Stories». A los suscriptores de Other Worlds se les dio la opción de continuar su suscripción con cualquiera de las dos revistas que prefirieran.
| Universe y Other Worlds | Universe y Other Worlds | Universe y Other Worlds | Universe y Other Worlds | Universe y Other Worlds | Universe y Other Worlds | Universe y Other Worlds | Universe y Other Worlds | Universe y Other Worlds | Universe y Other Worlds | Universe y Other Worlds | Universe y Other Worlds | Universe y Other Worlds |
| | Ene                     | Feb                     | Mar                     | Abr                     | May                     | Jun                     | Jul                     | Ago                     | Sep                     | Oct                     | Nov                     | Dic                     |
| --- | ----------------------- | ----------------------- | ----------------------- | ----------------------- | ----------------------- | ----------------------- | ----------------------- | ----------------------- | ----------------------- | ----------------------- | ----------------------- | ----------------------- |
| 1953 |                         |                         |                         |                         |                         | 1                       |                         |                         | 2                       |                         |                         | 3                       |
| 1954 |                         |                         | 4                       |                         | 5                       |                         | 6                       |                         | 7                       |                         | 8                       |                         |
| 1955 | 9                       |                         | 10                      |                         | 11 (32)                 |                         | 12 (33)                 |                         | 13 (34)                 |                         | 14 (35)                 |                         |
| 1956 |                         | 15 (36)                 |                         | 16 (37)                 |                         | 17 (38)                 |                         |                         | 18 (39)                 |                         | 19 (40)                 |                         |
| 1957 | 20 (41)                 |                         | 21 (42)                 |                         | 22 (43)                 | 23                      | 24                      | 25                      | 26                      |                         | 27                      |                         |
| 1958 |                         | 28                      |                         |                         | 29                      |                         | 30                      | 30                      |                         | 31                      |                         | 32                      |
| Números de Universe y Other Worlds, incluidos los primeros de Flying Saucers. Palmer y Mahaffey editaron los diez primeros números de Universe (en azul), y Palmer fue el editor de los siguientes (en amarillo). |                         |                         |                         |                         |                         |                         |                         |                         |                         |                         |                         |                         |

Cuando el empresario anónimo perdió interés en el proyecto, Palmer se hizo cargo, financiado con la venta de su participación en Clark Publications, que había publicado Other Worlds y Fate. Fundó Palmer Publications y se hizo cargo de las nuevas revistas a partir del tercer número de Universe y el segundo de Science Stories, y dejó de utilizar el seudónimo. Lanzó Mystic Magazine que, como Fate, publicó material sobre fenómenos paranormales, tanto reales como de ficción. Science Stories no tenía buenas ventas, y dejó de publicarse después del número de abril de 1954, pero Universe continuó, publicándose bimestralmente después del número de marzo de 1954. Aparecieron un total de diez números bajo el título Universe Science Fiction, y con el de mayo 1955 volvió a aparecer como Other Worlds Science Fiction. La nueva etapa de Other Worlds llevó inicialmente tanto la numeración de Universe como la de la edición de la etapa original de Other Worlds. Palmer cerró las oficinas en Evanston (Illinois), y editó la revista desde su casa en Wisconsin; Mahaffey siguió trabajando en la revista por correo desde Cincinnati. A partir de noviembre de 1955 el formato cambió a formato pulp, algo en contra de la tendencia predominante del mercado, ya que casi todas las pulp habían desaparecido por aquella época. En 1956, un impuesto imprevisto forzó a Palmer a dejar irse a Mahaffey, encargándose él de la revista a partir de entonces.
Al año siguiente, Palmer cambió el enfoque de la revista hacia el tema de los platillos voladores (flying saucers, en inglés). Para tratar de mantener a los lectores existentes y atraer a otros nuevos, Palmer alternaba la temática de la ciencia ficción y la de los platillos volantes en cada número: por ejemplo, el número de junio de 1957 se tituló FLYING SAUCERS from Other Worlds y el de julio fue Flying Saucers from OTHER WORLDS. También esperaba que cada número se mantuviera más tiempo en los quioscos si los distribuidores pensaban que estaban tratando con dos revistas. El experimento no duró; desde el número de julio/agosto de 1958 el título de la revista pasó a ser Flying Saucers, y la revista dejó de incluir ficción. Palmer se retiró a Amherst (Wisconsin) y asumió el control de la impresión. Las fuentes bibliográficas se centran en los temas de ciencia ficción y no indexan la revista después de 1958, pero siguió publicándose hasta 1976 como una revista de no ficción.

## Contenidos y recepción

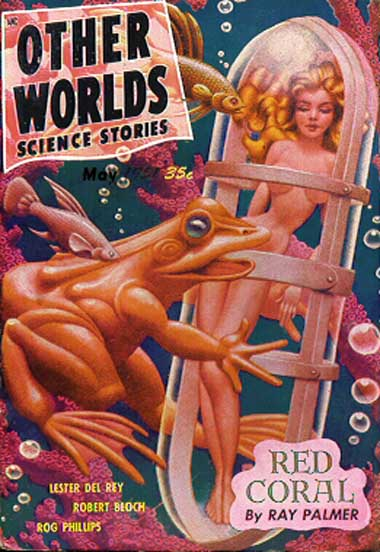
Portada del número de mayo de 1951 de Other Worlds.

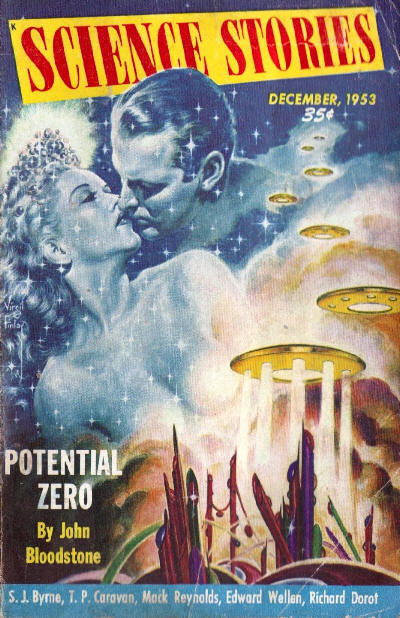
Portada de Virgil Finlay para el número de diciembre de 1953 de Science Stories.